# Тайха (Радибор)
Та́йха или Гат (нем. Teicha; в.-луж. Hat) — деревня в Верхней Лужице, Германия. Входит в состав коммуны Радибор района Баутцен в земле Саксония. Подчиняется административному округу Дрезден.

## География
Располагается в 14 километрах севернее Будишина на территории биосферного заповедника Пустоши и пруды Верхней Лужицы.
Соседние деревни: на севере – деревня Рудей и Манёв коммуны Боксберг, на востоке – деревня Ятшоб и в одном километре на юг – административный центр общины Радибор.

## История
Впервые упоминается в 1600 году под наименованием Teiche. Деревня была фольварком землевладельца из Минакала.
С 1936 по 1999 года входила в состав коммуны Милькель. С 1999 года входит в состав современной коммуны Радибор.
В настоящее время деревня входит в состав культурно-территориальной автономии «Лужицкая поселенческая область», на территории которой действуют законодательные акты земель Саксонии и Бранденбурга, содействующие сохранению лужицких языков и культуры лужичан .
Исторические немецкие наименования:
- Teiche, 1600
- Teicha, 1658
- Teiche, 1692
- Teichau, 1694
- Teiche, 1732
- Teicha, 1791

## Население
Официальным языком в населённом пункте, помимо немецкого, является также верхнелужицкий язык.
| 1834 | 1871 | 1890 | 2011 | 2016 |
| ---- | ---- | ---- | ---- | ---- |
| 74   | 93   | 78   | 65   | 61   |